# Distrito de Pacanga
El distrito de Pacanga es uno de los tres que conforman la provincia de Chepén, ubicada en el departamento de La Libertad, en la Costa Norte del Perú.
Desde el punto de vista jerárquico de la Iglesia católica forma parte de la Arquidiócesis de Trujillo.

## Toponimia
Existen dos versiones difundidas por la tradición oral acerca del origen de la palabra "Pacanga". La primera dice que existió un molinero de apellido Thompson quien no podía pronunciar "Villa Pampas" y lo expresaba como "Panhas-Cangas".
La segunda hace referencia a que los primeros agricultores recogían sus cosechas de maíz, arroz, algodón, frijol en grandes sacos y grandes canastas con fuertes asas a las que llamaban "pacas” y "angas", que con el devenir de los tiempos ambas palabras se fusionaron formando la palabra "Pacanga".

## Historia

### Épocas preínca e inca
Los primeros pobladores que tuvieron presencia en el Valle del Jequetepeque tienen una antigüedad de 8000 años, que se asentaron en la delta del río Chamán, lo que hoy es el distrito de Pueblo Nuevo formando los primeros grupos de cazadores y recolectores.
Pacanga desde tiempos muy remotos fue poblado por grupos humanos de culturas Pre Incas muy desarrolladas, principalmente los del II Intermedio Cultural; los restos que existen en su suelo, así lo demuestran como por ejemplo: la Huaca de las Estacas, Cerro Colorado y la Sacerdotisa de Moro de la cultura Mochica IV y V, hace unos 1300 años de nuestra era.
De igual forma las culturas Lambayeque y Chimú también tuvo presencia en estas tierras; extendiéndose entre los valles de Virú hasta Lambayeque; con el dominio Inca, Pacanga pasó a formar parte del Chinchaysuyo entre el siglo XIII al siglo XVI d. C.; tiempo en que hicieron su aparición los europeos a estas tierras.

### Virreinato
Revisando los orígenes del virreinato no encontramos la prueba de la fundación de Pacanga en este periodo. En el reparto de encomiendas en cuya relación comprende los Valles de Casma hasta Catacaos, encontramos los repartimientos de Chérrepe, encomendado a Don Francisco Pérez de Villafranco y Lezcano, que comprendía las Pampas de Pacanga.
Con el paso de los años y el predominio español en el Perú, el norte se convirtió en territorio repartido por encomendadores españoles; la encomienda de "Chérrepe" fue tomada por el capitán español Pérez de Lezcano, no se establecieron los límites, pero se incluía las tierras de San José de Moro y posiblemente Pacanga en 1619. El proceso de sucesión y reparto de las tierras por herencia dio origen a las haciendas.

### Etapa republicana
En 1840, las tierras de Pacanga pasan a formar parte de Guadalupe; en el Congreso de Huancayo se expidió la Ley donde estas tierras que fue de los Agustinos se asignó al pueblo de Guadalupe, dejándolos nuevamente abandonados por ser tierras no aptas para la agricultura.
Pasó el tiempo y los pobladores más audaces se adueñan de tierras abandonadas formando latifundios que mediante capitales y mejores técnicas corno: construcción de canales de irrigación; las tierras de Pacanga se convierten en centros de producción agrícola, atrayendo a grandes cantidades de trabajadores corno fuerza productiva; este proceso generó estabilización formándose un gran número de casas y un caserío de mucho progreso; este desarrollo motivó a las autoridades de Guadalupe a cobrar rentas municipales.
En los años de 1854 surge un movimiento emancipador, estalló la Revolución Liberal contra el régimen conservador de Rufino Echenique; los pacanguinos participan en este movimiento en uno de sus acuerdos se proyectan la elevación de distrito por primera vez, documentos que son elevados a la Convención Nacional de Huancayo; no se llegó a plasmar esta iniciativa por los intereses políticos de Guadalupe.
En 1868, cuando asume José Balta el gobierno, aprovecha Pacanga para presentar ante el congreso un Anteproyecto de Ley para la elevación de la categoría de DISTRITO, se aprobó en la cámara baja, pero en los senadores se anuló por influencia de los notables de Guadalupe que residían en Lima.

### Distritalización
En 1906 se formó el pueblo de Pacanga con don Manuel Banda quien sacó al pueblo de Cabo Verde hacía el lugar actual denominado en ese tiempo Villa Las Pampas.
En 1940, los pacanguinos son tenaces en sus aspiraciones, vuelven hacer gestiones; gobernaba el Perú don Manuel Prado Ugarteche, sus autoridades se agrupan como el agente municipal Don Juan Bautista Serrano Calderón ,el teniente gobernador don José Zapata y como juez don Bernabé Barrantes y decenas de personas notables, elevando ante la representación departamental un Anteproyecto, que se convirtió en Ley.
El diputado por la provincia de Pacasmayo Don Telmo Maximiliano, presentó en su cámara el Proyecto aprobado por la Ley N° 9222 del 5 de diciembre de 1930, y se publicó el 11 de diciembre del mismo año.
Fue así que el hoy distrito de Pacanga, fue creado por Ley N° 9222 del 5 de diciembre de 1930, en el primer gobierno del Presidente Manuel Prado Ugarteche.

## Geografía
Ocupa una superficie de 683,93 km², y se encuentra a 82 m s. n. m.. Según el censo del año 2005 tiene una población de 16 477 habitantes.

## Localidades
- Centro Poblado de Pacanguilla, fue centro poblado hasta el 15 de mayo de 2023.

### Distrito Pacanguilla
Fecha de fundación: Martes, 16 de mayo de 2023 
LEY Nº 31093

## Autoridades

### Municipales
- 2015 - 2018
  - Alcalde: Telesforo Medina Ortiz, independiente.
- 2011 - 2014
  - Alcalde: Santos Apolinar Cerna Quispe, del Movimiento Contigo Pacanga Por Un Gobierno Descentralista (CPPUGD).
  - Regidores: Elmer Malca Estela (CPPUGD), Leonardo Max Montenegro Tumez (CPPUGD), Jaime Humberto Guanilo Espinoza (CPPUGD), Lucila Claribel Hernández Paredes (CPPUGD), Juan Miguel Leyva Cabanillas (De la Mano con Pacanga).[2]
- 2007 - 2010
  - Alcalde: Santos Apolinar Cerna Quispe, del Movimiento Contigo Pacanga Por Un Gobierno Descentralista (CPPUGD).

### Policiales
- Comisario:PNP. ALFEREZ PNP OMAR ARMANDO QUISPE TAIPE

### Religiosas
- Arquidiócesis de Trujillo[3]
  - Arzobispo de Trujillo: Monseñor Héctor Miguel Cabrejos Vidarte, OFM.[4]
- Parroquia de  
  - Párroco: Pbro.  .

## Gastronomía
Sus platos típicos son el cabrito, el cebiche, el chirimpico y los tamales.

## Atractivos turísticos
Pacanga cobija restos arqueológicos de la cultura moche como es la Sacerdotisa de San José de Moro y los poteiros de Doña Ana.